# 耶律蒲魯
耶律蒲鲁（11世纪—1055年），字乃展。皇族季父房之后，都林牙（契丹官名，掌文翰）耶律庶箴之子，辽朝官员，辽代中期文士。
耶律蒲鲁自幼聪悟好学，七岁即能诵契丹大字。继习汉文，不到十年便博通经籍。辽兴宗重熙年间，举进士第。因违背契丹族不准试进士之旧制，主考上奏，辽兴宗以耶律庶箴擅自令子就试，将耶律蒲鲁罚鞭打二百。之后授牌印郎君。才思敏捷、应诏赋诗，立成以进，受到兴宗嘉赏。兴宗疑其能文不能武，从猎之后发现他善骑射，三箭射三兔。兴宗命他转任通进，宠遇日隆。辽道宗清宁初年，耶律蒲鲁去世。其父耶律庶箴曾寄《戒谕诗》，蒲鲁以赋相答，众人皆称其典雅。